# Sports for Future
Sports for Future e. V. ist ein 2019 gegründeter eingetragener Verein, der Klima- und Umweltschutz aus Perspektive des Sports fördert. Der Sitz ist in Mühlen.

## Geschichte
Die Initiative wurde im Juli 2019 von der TSG Hoffenheim begründet. Weitere daran Beteiligte waren die Deutsche Sportjugend, Werder Bremen, der VfL Osnabrück und Einzelsportler wie Fabian Hambüchen, Jacqueline Otchere, Holger Nikelis, Anni Friesinger und Lutz Pfannenstiel. Daraus ging im Januar 2020 der Verein Sports for Future mit Sitz in Mühlen hervor. Im November 2020 trat der Deutsche Fußball-Bund dem Verein bei. Bis November 2020 unterzeichneten insgesamt etwa 230 Gruppen und Einzelpersonen, die etwa 20 Millionen Menschen repräsentieren sollen. Das erhöhte sich bis Mitte 2021 auf 22 Millionen.

## Sports4Trees

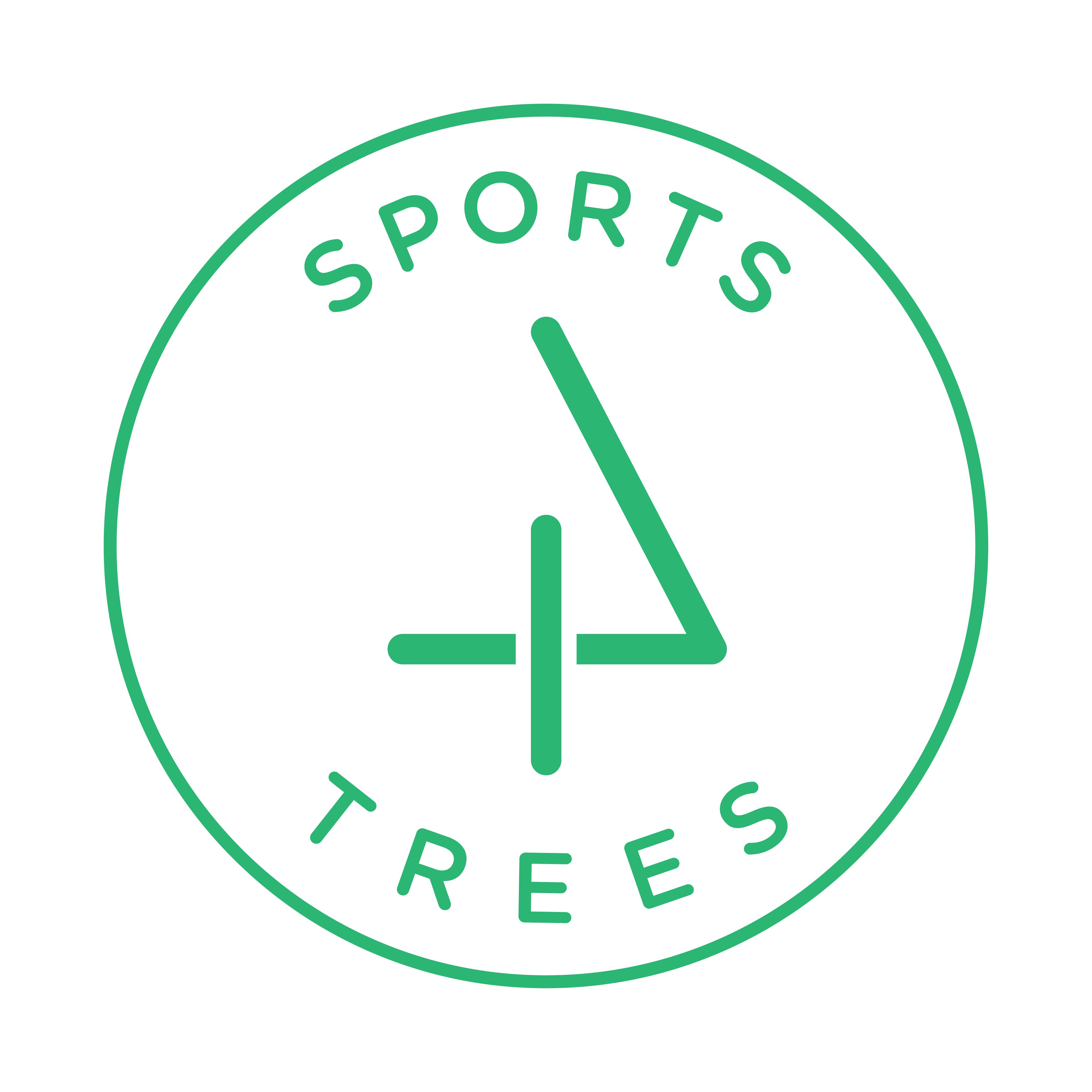
Das Logo der Aufforstungskampagne Sports4Trees

Die bekannteste Initiative des Vereins ist die Aufforstungskampagne Sports4Trees, die zusammen mit dem Bundesministerium für wirtschaftliche Zusammenarbeit und Entwicklung und der Allianz für Entwicklung und Klima im Rahmen einer Pressekonferenz am 24. November 2020 vorgestellt wurde.
Schwerpunktmäßig setzt sich Sports4Trees für Wiederaufforstungsprojekte und den Bestandsschutz von Wäldern in der Subsahara-Region ein. Bisherige Projekten umfassen die Wiederaufforstung des Chepalungu-Waldes in Kenia, ein Projekt zum Walderhalt gemeinsam mit indigenen Völkern im Yaeda-Tal in Tansania, und die Aufforstung von Wäldern gemeinsam mit Kleinbauern in Uganda. Ferner bestehen Schulprojekte zur Schaffung von Naturgärten mit Aufforstung im Bundesstaat Akwa Ibom in Nigeria und der Region Tambacounda in Senegal und ein Projekt zur Stärkung von Frauen durch Aufforstung und Sport in Mekau in der Demokratischen Republik Kongo. Bei diesen Projekten arbeitet Sports4Trees mit Partnern wie dem WWF, myclimate oder der Zenaga Foundation zusammen.
Außerdem unterstützt Sports4Trees die Projekte Hockey-Wald der deutschen Hockeynationalmannschaft der Damen und ihre Absicht bekundet, im Malizia Mangrove Parks eine Million Mangroven in den Philippinen pflanzen zu lassen. Bis November 2020 konnte Sports4Trees rund 50.000 Bäume in Afrika und 100.000 Mangroven auf den Philippinen anpflanzen lassen, wobei 15.000 lokale Schüler in die Projekte eingebunden waren. Sportvereine und Sportler in Deutschland wird empfohlen, sich mit eigenen lokalen Projekten Sports4Trees anschließen. Beispielhaft für ein solches lokales Projekt in Deutschland ist der Regattawald, den der Mündener Ruderverein von 1912 e.V. anlegte. Dabei pflanzten die Vereinsmitglieder insgesamt 140 Esskastanien und 150 Wildkirschen im städtischen Wald in Hann. Münden.